# Zagmuk
Zagmuk (sumerico; anche, sempre in sumerico: A2.KI.TIL3, col significato di "forza che fa rivivere il mondo"; accadico: Akītu), parola che letteralmente significa "inizio anno", era una festività legata alla mitologia mesopotamica celebrata a Capodanno.
La festa cadeva in marzo o Aprile e durava circa 12 giorni; essa celebrava il trionfo di Marduk, la divinità protettrice di Babilonia, sulle forze del Caos, simboleggiate da Tiamat.
Secondo il racconto mitologico, la battaglia tra Marduk e Caos durò 12 giorni, così come la festa di Zagmuk. A Uruk la celebrazione è stato associata col dio An, il dio sumero del cielo notturno. Entrambi sono sostanzialmente equivalenti, sotto tutti gli aspetti, alla festività accadica di Akītu. In alcune varianti del mito, Marduk fu ucciso da Tiamat e risorse durante l'equinozio di primavera.
A Babilonia la battaglia veniva recitata alla corte reale: il re interpretava il ruolo di Marduk e suo figlio quello dell'aiutante Nabu, il dio della scrittura. Una volta liberatosi dalle potenze degli inferi, il re avrebbe svolto il rito del Matrimonio Sacro il 10º giorno della cerimonia. Durante questo rito, il re (o En, come era noto in Sumero) doveva avere un rapporto sessuale con la congiunta, di norma una sacerdotessa che era stata scelta tra le naditum, una classe speciale di sacerdotesse che avevano fatto voto non di celibato, bensì di non avere figli. La sacerdotessa era conosciuta come la entu, e l'atto rituale del rapporto con il re era pensato come rigeneratore del cosmo, attraverso una rievocazione del giunto primordiale dei genitori cosmici An e Ki, che avevano creato il mondo agli albori del Tempo. Se un'eclissi di sole fosse caduta in uno qualsiasi dei 12 giorni di cerimonia, un sostituto del re sarebbe stato messo al suo posto, in quanto si pensava che tutti i mali che avrebbero potuto colpire il re avrebbero invece colpito il sostituto. L'ultimo giorno del festival il re avrebbe dovuto essere ucciso, in modo da poter lottare al fianco di Marduk.
Per risparmiare il vero re, in Mesopotamia spesso veniva utilizzato un re fasullo, interpretato da un criminale che era stato unto come re prima dell'inizio della Zagmuk e che veniva ucciso l'ultimo giorno.
Oltre all'uccisione di un prigioniero, era tradizione che un prigioniero venisse liberato durante questa cerimonia, per rimanere in equilibrio.